# Gavilea araucana
Gavilea araucana es una especie de orquídea de hábito terrestre originaria de Chile y Argentina.

## Descripción
Es una planta herbácea  erguida de hábito terrestre que alcanza los  50-70 cm de altura. Tiene hojas  de 15-25 cm de longitud por 2-4 cm de ancho, linear-lanceoladas, agudas. Inflorescencia laxa con 10-15 flores de color amarillo pálido; con brácteas oval-lanceoladas, agudas, que apenas sobrepasan el ovario. El sépalo dorsal oval-lanceolado, agudo; los sépalos laterales oval-lanceolados, con caudículas delgadas, callosas de 10-12 mm, que constituyen casi la mitad del sépalo. Los pétalos, con nervios  verrugosos en la base. El labelo es trilobado con  los lóbulos laterales formando ángulo obtuso con el central con nervios redondeados bien destacados,  borde anterior ligeramente sinuoso; lóbulo central alargado, más o menos triangular con nervios recorridos por escasas laminillas de borde engrosasdo; borde laciniado o almenado. La columna de 5 mm de longitud; en la unión con el labelo presenta dos replegues. Es ovario es geniculado.

## Distribución y hábitat
Esta especie se encuentra en el sur de Chile y en Argentina desde Neuquén hasta Santa Cruz.

## Taxonomía
- Sinonimia:[1][n. 1]

- Asarca arauacana Phil., Linnaea 29: 56 (1858).